# Seydou Fofana
Pour les articles homonymes, voir Fofana.
Seydou Fofana, né le 10 août 1993 à Bamako, est un taekwondoïste malien.

## Carrière
Seydou Fofana est médaillé de bronze à l'Open d'Égypte en 2018 dans la catégorie des moins de 74 kg. Dans cette catégorie, il est ensuite médaillé de bronze aux Jeux africains de 2019 à Rabat.
Il remporte la finale du tournoi de qualification olympique africain à Rabat dans la catégorie des moins de 68 kg en février 2020 et se qualifie donc pour les Jeux olympiques de Tokyo.